# Constantin Arbănaș
Constantin Dorian Arbănaș (n. 28 iulie 1983, Reșița, Caraș-Severin, România) este un fotbalist și antrenor de fotbal român, care în prezent antrenează echipa Spicul Chișcăreni din Republica Moldova.

## Palmares

### Jucător
Sheriff Tiraspol
- Divizia Națională: 2006–07, 2007–08, 2008–09, 2009–10
- Cupa Moldovei: 2007–08, 2008–09, 2009–10
- Supercupa Moldovei: 2007
- Cupa CSI: 2009

Khazar Lankaran
- Prima Ligă Azeră:

Locul 2: 2010–11
- Cupa Azerbaidjanului: 2010–11

Milsami Orhei
- Cupa Moldovei: 2011–12

### Antrenor
Spicul Chișcăreni
- Cupa Rădăuțanu 2015[2][3]